# Гориста вулиця (Київ)
Гори́ста ву́лиця — вулиця в Голосіївському районі міста Києва, місцевість Ширма. Пролягає від Альпійської вулиці до Козацької вулиці. Прилучаються вулиці Семена Палія, Івана Фірцака і Гористий провулок.

## Історія
Вулиця виникла у 1950-ті роки під назвою 762-а Нова. У 1953 році набула назву Єреванська вулиця. Сучасна назва — з 1959 року, через особливості рельєфу місцевості, де пролягає.